# Phare de Rønne
Le phare de Rønne (en danois : Rønne Fyr, également appelé Rønne Bagfyr et Svenskefyret) est un phare au Danemark. Il est situé sur Lygtestræde, près du port de Rønne sur l’île de Bornholm.

## Histoire
Un phare en bois simple existait depuis 1806. Le phare actuel a été construit sur le même site en 1880 par H. Wichmann & Co., sur des plans de l’ingénieur Didrik Berg de Copenhague. Il a été mis en service le 27 septembre 1880, initialement avec un feu vert et à partir de 1881 avec un feu rouge. Son exploitation a pris fin en 1987. En 2000, il a été restauré et peint en blanc,,. Le phare était une balise directionnelle arrière dans l’alignement du phare directionnel avant sur Kongen.

## Description
Le phare est une tour octogonale en fonte blanche avec une lanterne et une galerie reposant sur des consoles. Le dôme est en cuivre qui a tourné au vert-de-gris, avec une rose des vents au sommet. La tour mesure 18 m de haut. Sa structure en fonte, composée de profilés et de plaques de fonte reliées par rivetage, mesure 12 m de haut. La source lumineuse de la lanterne se trouve à une altitude de 24 m. Le phare repose sur une fondation en pierre.